# 唐春安
唐春安（1958年—），湖南黔阳人，东北大学资源与土木工程学院教授、大连理工大学教授。主要研究方向为岩石破坏机理及其岩石工程灾害分析、监测预警。中华人民共和国教育部第二批“长江学者”特聘教授。国际岩石力学学会中国国家小组主席；《岩石力学与工程学报》副主编、《GeoMechanics and GeoEngineering》、《International Journal of Rock Mechanics and Mining Sciences》杂志编委。出版《Rock Failure Mechanism》、《岩石破裂过程中的灾变》、《岩石破裂过程数值试验》等专著六部。

## 个人经历
- 1975.3至1978.2，在湖南省黔阳县参与上山下乡运动；
- 1978.3至1982.2，就读于中南大学采矿专业，获学士学位；
- 1982.3至1988.7，就读于东北大学采矿专业，先后获得硕士、博士学位；后曾赴英国帝国理工学院做博士后研究；
- 1984.7至2005.12，在东北大学工作，后晋升教授；
- 2006年至今，任大连理工大学教授。